# السی (نبراسکا)
السی(به انگلیسی: Elsie) شهری در ایالت نبراسکا کشور ایالات متحده آمریکا است که جمعیت آن در سرشماری سال ۲۰۱۰ میلادی، ۱۰۶ نفر بوده‌است.